# Gyrinophilus
Gyrinophilus é um gênero de anfíbios caudados pertencente à família Plethodontidae. 
Exemplares deste gênero são vistos essencialmente na região dos Apalaches da América do Norte. A classificação abriga quatro espécies, a mais notável sendo a Gyrinophilus porphyriticus, a "Spring Salamander" (Salamandra da Primavera, em tradução livre).

## Espécies
- Gyrinophilus gulolineatus
- Gyrinophilus palleucus
- Gyrinophilus porphyriticus
- Gyrinophilus subterraneus

1. 1 2  Frost, Darrel R. (2023). «Gyrinophilus Cope, 1869». American Museum of Natural History (em inglês). Consultado em 4 de julho de 2023
2. ↑  «Northern Spring Salamander». CT.gov - Connecticut's Official State Website (em inglês). Consultado em 4 de julho de 2023